# Guillermo Coria
Guillermo Sebastián Coria (ur. 13 stycznia 1982 w Rufino) – argentyński tenisista, reprezentant w Pucharze Davisa.

## Kariera tenisowa
Coria jest praworęcznym specjalistą od gry na nawierzchni ceglanej. Jego tenis opiera się na regularności uderzeń (bekhend oburęczny), a także precyzji minięć i dobrej obronie. Coria zyskał sobie przydomek El Mago ze względu na widowiskowość i fantazję na korcie.
Odnosił sukcesy jako junior – wygrał grę pojedynczą na French Open w 1999 roku (pokonał w finale Davida Nalbandiana) oraz grę podwójną na Wimbledonie (w parze z Nalbandianem). W 1997 wygrał prestiżowy juniorski turniej Orange Bowl do lat 16, w 1998 przegrał w finale Orange Bowl do lat 18 z Rogerem Federerem.
Od 2000 tenisista zawodowy. Pierwsze znaczące sukcesy odniósł w 2001, awansując do finału turnieju na Majorce i wygrywając turniej w Viña del Mar. W 2002 przegrał w finale w Costa Do Sauipe.
Szereg sukcesów Coria odniósł w 2003. Był w finałach w Buenos Aires oraz w Monte Carlo, a także wygrał pięć turniejów – Hamburg, Bazylea, Kitzbühel, Sopot i Stuttgart (korty otwarte). Doszedł do półfinału French Open (pokonał m.in. Andre Agassiego, uległ Martinowi Verkerkowi) i ćwierćfinału US Open (przegrał z Agassim); w Australian Open dotarł do IV rundy. Wyniki te zapewniły mu pozycję w czołowej dziesiątce rankingu światowego (zakończył rok jako nr 5.) i występ w kończącym sezon turnieju Tennis Masters Cup, w którym odpadł na etapie meczów grupowych (uległ Rainerowi Schüttlerowi i Andy’emu Roddickowi, pokonał Juana Carlosa Ferrera).
W 2004 wygrał m.in. turnieje w Buenos Aires i Monte Carlo, awansował ponadto do finału w Miami i Hamburgu. W maju 2004 zaliczany był do grona faworytów jedynego turnieju wielkoszlemowego na nawierzchni ziemnej, French Open. Bez straty seta awansował do półfinału, w którym pokonał Tima Henmana w czterech partiach. W finale uległ Gastónowi Gaudio. Mecz finałowy miał dramatyczny przebieg; pierwsze dwa sety wygrał Coria (6:0, 6:3), w trzecim lepszy okazał się Gaudio. Na początku czwartej partii Coria doznał kontuzji, która uniemożliwiła mu bieganie; po skorzystaniu z pomocy medycznej Coria kontynuował jednak pojedynek i wyszedł na prowadzenie w decydującym, piątym secie. Serwował na wygranie meczu przy stanie 5:4 i 6:5, jednak dwukrotnie Gaudio wyrównywał (przy stanie 6:5 Coria nie wykorzystał dwóch piłek meczowych). Ostatecznie Gaudio triumfował 0:6, 3:6, 6:4, 6:1, 8:6. Tego roku Coria dotarł do finału turnieju na kortach trawiastych w ’s-Hertogenbosch; w decydującej rozgrywce uległ Michaëlowi Llodrze. Na koniec sezonu ponownie zakwalifikował się do turnieju Tennis Masters Cup, ale odpadł po serii porażek w meczach grupowych. Występ w Tennis Masters Cup był pierwszym po kilkumiesięcznej przerwie spowodowanej kontuzją.
W roku 2005 Coria wygrał turniej z cyklu ATP w Umagu pokonując 6:2, 4:6, 6:2 Carlosa Moyę. Osiągnął IV rundę Australian Open (uległ Nalbandianowi), dotarł do finału w Monte Carlo, który przegrał 3:6, 1:6, 6:0, 5:7 z Rafaelem Nadalem. Tenisiści spotkali się ponownie w finale w Rzymie wygranym 6:4, 3:6, 6:3, 4:6, 7:6(6) przez Nadala. W dalszej części sezonu Coria awansował do ćwierćfinału w Hamburgu (przegrał z Rogerem Federerem), osiągnął IV rundę French Open ulegając Nikołajowi Dawydience oraz Wimbledonu przegrywając z Andym Roddickiem. Podczas US Open dotarł do ćwierćfinału, gdzie poniósł porażkę Robbym Gineprim. Kolejny finał osiągnął w Pekinie spotykając się ponownie z Nadalem (porażka 7:5, 1:6, 2:6). Na zakończenie sezonu wystąpił w Tennis Masters Cup odpadając w fazie grupowej.
W 2006 Argentyńczyk osiągnął III rundę w Australian Open (porażka z Sébastienem Grosjeanem). W połowie kwietnia dotarł do ćwierćfinału turnieju w Monte Carlo, jednak po raz kolejny w karierze nie sprostał Nadalowi, przegrywając 2:6, 1:6. Tego roku zabrakło go na wielkoszlemowych imprezach French Open i Wimbledonu. Pierwszy w sezonie półfinał z udziałem Argentyńczyka miał miejsce w Amersfoort, jednak mecz o finał przegrał z Novakiem Đokoviciem. Z powodu kontuzji odpadł w I rundzie US Open z Ryanem Sweetingiem.
Dnia 22 października 2007 roku Guillermo Coria powrócił do gry po ponad rocznej przerwie spowodowanej kontuzjami. Startował w imprezie ATP Challenger Tour w Belo Horizonte, gdzie w I rundzie skreczował po przegranym 1 secie z Juanem Pablem Brzezickim.
Na korty powrócił pod koniec stycznia 2008 w Viña del Mar, jednak przegrał w I rundzie z Pablem Cuevasem. Pierwszy wygrany mecz Argentyńczyka po rocznej przerwie miał miejsce w Costa do Sauipe, gdzie pokonał w I rundzie Francesca Aldiego 6:4, 7:5, jednak w II przegrał z Filippem Volandrim 1:6, 2:6. Od tej pory Coria pojawił się w kilku turniejach ATP Challenger Tour oraz w Barcelonie, gdzie odpadł z Tejmurazem Gabaszwilim.
Dnia 28 kwietnia 2009 roku Coria zakończył karierę sportową.

### Finały w turniejach ATP World Tour
| Legenda                             |
| Wielki Szlem (0–1)                  |
| Igrzyska olimpijskie (0–0)          |
| Tennis Masters Cup (0–0)            |
| ATP Masters Series (2–5)            |
| ATP International Series Gold (2–0) |
| ATP International Series (5–5)      |

| Wygrane według nawierzchni |
| Twarda (0–3)               |
| Ceglana (8–7)              |
| Trawiasta (0–1)            |
| Dywanowa (1–0)             |

#### Gra pojedyncza (9–11)
| Końcowy wynik | Nr  | Data                 | Turniej            | Nawierzchnia    | Przeciwnik          | Wynik finału               |
| Zwycięzca     | 1.  | 18 lutego 2001       | Viña del Mar       | Ceglana         | Gastón Gaudio       | 4:6, 6:2, 7:5              |
| Finalista     | 1.  | 6 maja 2001          | Majorka            | Ceglana         | Alberto Martín      | 3:6, 6:3, 2:6              |
| Finalista     | 2.  | 15 września 2002     | Costa do Sauipe    | Twarda          | Gustavo Kuerten     | 7:6(4), 5:7, 6:7(2)        |
| Finalista     | 3.  | 23 lutego 2003       | Buenos Aires       | Ceglana         | Carlos Moyá         | 3:6, 6:4, 4:6              |
| Finalista     | 4.  | 20 kwietnia 2003     | Monte Carlo        | Ceglana         | Juan Carlos Ferrero | 2:6, 2:6                   |
| Zwycięzca     | 2.  | 18 maja 2003         | Hamburg            | Ceglana         | Agustín Calleri     | 6:3, 6:4, 6:4              |
| Zwycięzca     | 3.  | 20 lipca 2003        | Stuttgart          | Ceglana         | Tommy Robredo       | 6:2, 6:2, 6:1              |
| Zwycięzca     | 4.  | 27 lipca 2003        | Kitzbühel          | Ceglana         | Nicolás Massú       | 6:1, 6:4, 6:2              |
| Zwycięzca     | 5.  | 3 sierpnia 2003      | Sopot              | Ceglana         | David Ferrer        | 7:5, 6:1                   |
| Zwycięzca     | 6.  | 26 października 2003 | Bazylea            | Dywanowa (hala) | David Nalbandian    | walkower                   |
| Zwycięzca     | 7.  | 22 lutego 2004       | Buenos Aires       | Ceglana         | Carlos Moyá         | 6:4, 6:1                   |
| Finalista     | 5.  | 4 kwietnia 2004      | Miami              | Twarda          | Andy Roddick        | 7:6(2), 3:6, 1:6, krecz    |
| Zwycięzca     | 8.  | 25 kwietnia 2004     | Monte Carlo        | Ceglana         | Rainer Schüttler    | 6:2, 6:1, 6:3              |
| Finalista     | 6.  | 16 maja 2004         | Hamburg            | Ceglana         | Roger Federer       | 6:4, 4:6, 2:6, 3:6         |
| Finalista     | 7.  | 6 czerwca 2004       | French Open, Paryż | Ceglana         | Gastón Gaudio       | 6:0, 6:3, 4:6, 1:6, 6:8    |
| Finalista     | 8.  | 20 czerwca 2004      | ’s-Hertogenbosch   | Trawiasta       | Michaël Llodra      | 3:6, 4:6                   |
| Finalista     | 9.  | 17 kwietnia 2005     | Monte Carlo        | Ceglana         | Rafael Nadal        | 3:6, 1:6, 6:0, 5:7         |
| Finalista     | 10. | 8 maja 2005          | Rzym               | Ceglana         | Rafael Nadal        | 4:6, 6:3, 3:6, 6:4, 6:7(6) |
| Zwycięzca     | 9.  | 31 lipca 2005        | Umag               | Ceglana         | Carlos Moyá         | 6:2, 4:6, 6:2              |
| Finalista     | 11. | 18 września 2005     | Pekin              | Twarda          | Rafael Nadal        | 7:5, 1:6, 2:6              |

### Starty wielkoszlemowe (gra pojedyncza)
| Turniej          | 2000  | 2001  | 2002  | 2003  | 2004  | 2005  | 2006  | 2007 | 2008  | Wygrane turnieje | Bilans w turnieju |
| ---------------- | ----- | ----- | ----- | ----- | ----- | ----- | ----- | ---- | ----- | ---------------- | ----------------- |
| Australian Open  | –     | 2R    | –     | 4R    | 1R    | 4R    | 3R    | –    | –     | 0 / 5            | 9–5               |
| French Open      | 2R    | 1R    | 3R    | SF    | F     | 4R    | –     | –    | 1R    | 0 / 7            | 17–7              |
| Wimbledon        | –     | 1R    | –     | 1R    | 2R    | 4R    | –     | –    | –     | 0 / 4            | 4–4               |
| US Open          | –     | –     | 3R    | QF    | –     | QF    | 1R    | –    | –     | 0 / 4            | 10–4              |
| Wygrane turnieje | 0 / 1 | 0 / 3 | 0 / 2 | 0 / 4 | 0 / 3 | 0 / 4 | 0 / 2 | –    | 0 / 1 | 0 / 20           | N/A               |
| Bilans spotkań   | 1–1   | 1–3   | 4–2   | 12–4  | 7–3   | 13–4  | 2–2   | –    | 0–1   | N/A              | 40–20             |